# Brough, Cumbria
Brough, ibland kallad Brough under Stainmore, är en by (village) och en civil parish  i Cumbria i nordvästra England. Nära byn finns en borgruin, Brough Castle.
Orten hade 680 invånare 2001 och 751 invånare 2011.